# Degenhard Bertram von Spee

Stammwappen der Adelsfamilie von Spee

Degenhard Bertram von Spee (* 29. Juli 1681 in Düsseldorf; † 11. März 1736 ebenda) war ein Adliger aus dem Geschlecht der Freiherren von Spee und stand als Offizier im Dienste der Kurpfalz.

## Abstammung und Familie
Er entstammte der rheinischen Adelsfamilie von Spee und wurde geboren als Sohn des kurpfälzischen Kammerpräsidenten bzw. Hofmarschalls Friedrich Christian von Spee (1626–1695) sowie seiner zweiten Gattin (seit 1678) Anna Elisabeth von Loë (1648–1704), Tochter des Degenhard Bertram von Loë auf Wissen.

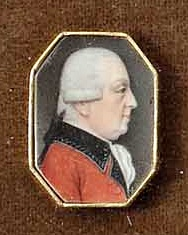
Der Sohn Ambrosius Franziskus von Spee

In erster Ehe war der Vater verheiratet mit Maria von Scheid genannt Weschpfennig, Tochter des herzoglich bergischen Obersthofmeisters Johann Bertram von Scheid genannt Weschpfennig, des Erziehers des späteren Pfälzer Kurfürsten Philipp Wilhelm. Aus dieser Ehe gab es nur Töchter. Eine davon, Maria Anna Franziska von Spee (Degenhard Bertrams Halbschwester, † 1725), war vermählt mit dem kurpfälzischen Generalleutnant Johann Wilhelm von Efferen († 1724). Über seine erste Frau erbte der Vater Friedrich Christian von Spee 1662 auch Schloss Heltorf, den späteren Hauptsitz seiner Nachkommen.
Degenhard Bertram von Spee verheiratete sich 1714 mit Elisabeth Amalie von der Gracht zu Wangen (1694–1761). Der Ehe entspross u. a. der Sohn Ambrosius Franziskus von Spee (1730–1791), der sich mit Anna Elisabeth Augusta von Hillesheim (1725–1798), Tochter des pfälzischen Ministers Franz Wilhelm Caspar von Hillesheim (1673–1748), verband.

## Leben
Spee trat mit 22 Jahren in kurpfälzische Militärdienste. Er war dort Dragoner-Obrist in der Leibgarde und befehligte von 1707 bis 1711 ein nach ihm benanntes Kavallerieregiment, mit dem er am Spanischen Erbfolgekrieg teilnahm. Hierbei machte er 1707 die Belagerung von Toulon mit und 1710 die Schlacht bei Almenar, wo er in Gefangenschaft geriet. Später stieg er zum kurpfälzischen Generalmajor, zuletzt zum Generalleutnant auf.
Degenhard Bertram von Spee war auch kurpfälzischer Geheimrat und Herr zu Altenhof. 1714 pachtete er für 12 Jahre den Düsseldorfer Hof von Holland. Das ererbte Schloss Heltorf ließ er als zukünftigen Familiensitz ausbauen. Hier lebte seine Witwe mit dem Sohn Ambrosius Franziskus von Spee, den Kaiser Karl VI. 1739, im Alter von neun Jahren, in den Reichsgrafenstand erhob. Er wurde der Ur-Urgroßvater des in der neueren deutschen Geschichte bekannt gewordenen Admirals Graf Maximilian von Spee, welcher 1914 mit seinen beiden Söhnen im Seegefecht bei den Falklandinseln umkam.

Im Diplom zur Grafenerhebung von Ambrosius Franziskus von Spee schrieb der Kaiser, am 9. Mai 1739, über dessen Vater Degenhard Bertram: 

„Wie dann sein Vater schon in dem 22. Jahr seines Alters sich in Kriegssachen dermaßen geübet, dass er von des Churfürsten von der Pfalz Liebden zum würklichen Obristen von der Leibgarde ernennet worden und als erstgedachten Churfürstens Liebden zu Erhaltung unserer Rechten und Gerechtigkeit zum spanischen Thron einige Hilfsvölker nach Hispanien abgeschicket, er, sein Vater, diese seine so ansehnliche Stelle bei der Leibgarde verlassen und uns bei seinem damals mitgeschickt gewesenen Regiment mit Darsetzung Leib und Lebens zu dienen sich rühmlich entschlossen, auch in allen Feldzügen und zwar in Unserer höchsten Gegenwart, seine ausnehmende Tapferkeit dergestalt an den Tag geleget, daß wir darob Uns gnädigst bewogen gesehen, nicht allein ihn und seine verspürte vorzügliche Tapferkeit bei vorgedachten Churfürsten Liebden schriftlich zu beloben, sondern auch durch unseren damaligen General-Feldmarschallen Guido Grafen von Starhemberg Unserer fürwehrenden Kaiserlichen Gnaden ihn versichern zu lassen. Wie er dann auch durch solche seine beständige gute Aufführung und gehabte sonderbare Eigenschaften sich solcher gestalten hervorgethan, daß er bei mehr erwähnten Churfürstens zu Pfalz Liebden, als würklicher Geheimerrat und General-Lieutenant mit allem Ruhm bis an sein Ende gestanden.“